# Kitzsteinhorn
Kitzsteinhorn je vrchol v Alpách v pohoří Vysoké Taury, ležící v katastru obce Kaprun v rakouské spolkové republice Salcbursko. Patří do centrální části Vysokých Taur a leží severně od nejvyššího rakouského vrcholu Grossglockner.
Dosahuje výšky 3203 metrů nad mořem. První výstup na vrchol podnikl v roce 1828 Johann Entacher.
Na severních stráních masivu Kitzsteinhornu se rozkládá významné stejnojmenné lyžařské středisko. První lanovka byla postavena v roce 1965 a stalo se prvním rakouským ledovcovým lyžařským střediskem. Dnes dopravu z údolí zajišťují dvě kabinkové lanovky, které po roce 2000 nahradily pozemní dráhu. Ta se 11. listopadu 2000 stala dějištěm tragédie, když při požáru v tunelu, jímž kabina dráhy projíždí, uhořelo 155 lidí, kvůli poruše topení. Dnes stojí při dolní stanici lanové dráhy památník obětem.
Lyžařské středisko se rozkládá ve výšce 1975 až 3000 metrů. Lanovkou je možno se dostat do výšky 3029 metrů, ve výšce 3029 metrů leží vyhlídková plošina.